# Роза Хутор
«Ро́за Ху́тор» — круглогодичный горнолыжный курорт, расположенный на берегах реки Мзымта и горных склонах к югу от неё в Адлерском районе Сочи.

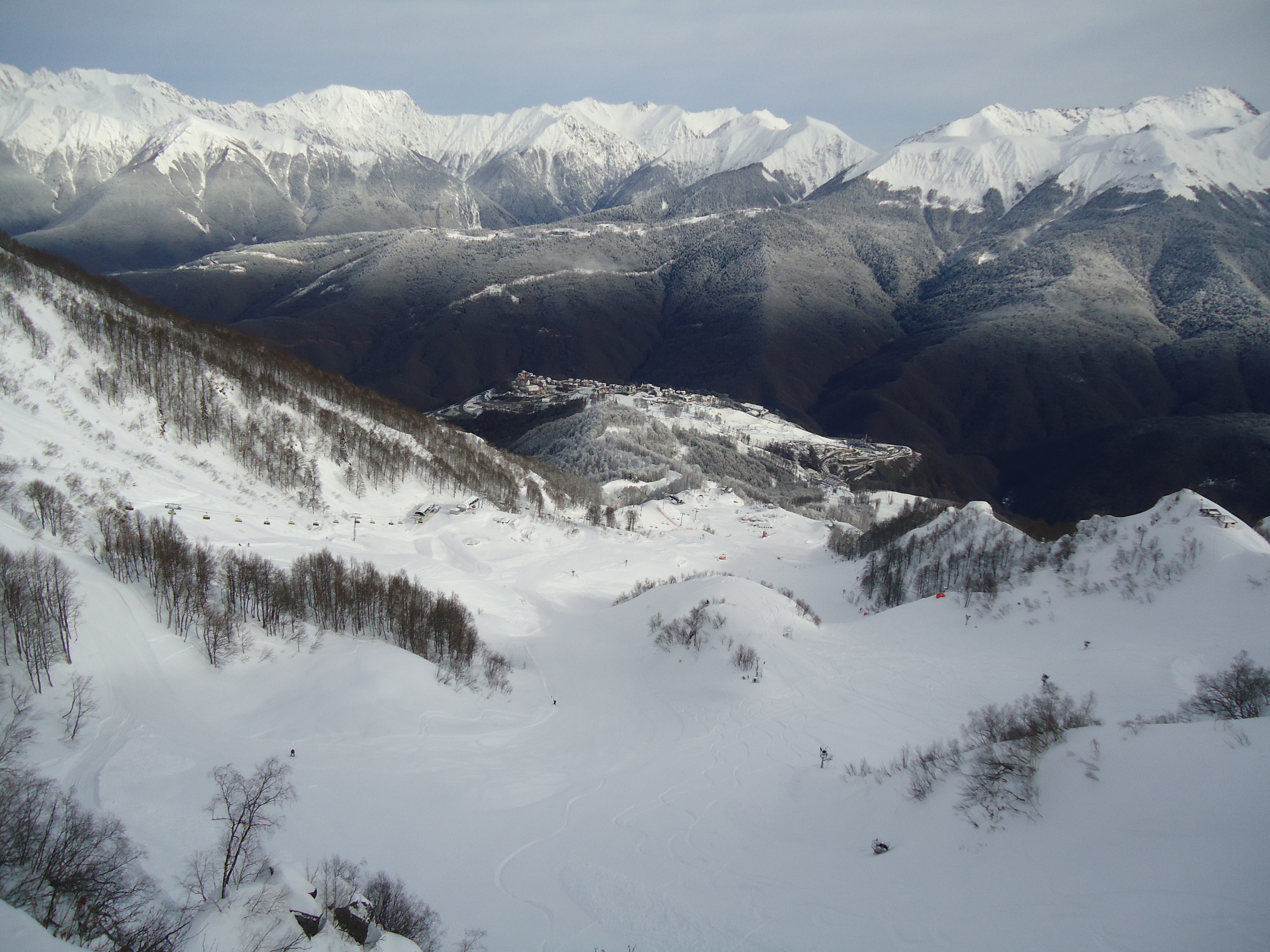
Вид на трассы и канатные дороги «Роза Хутор»

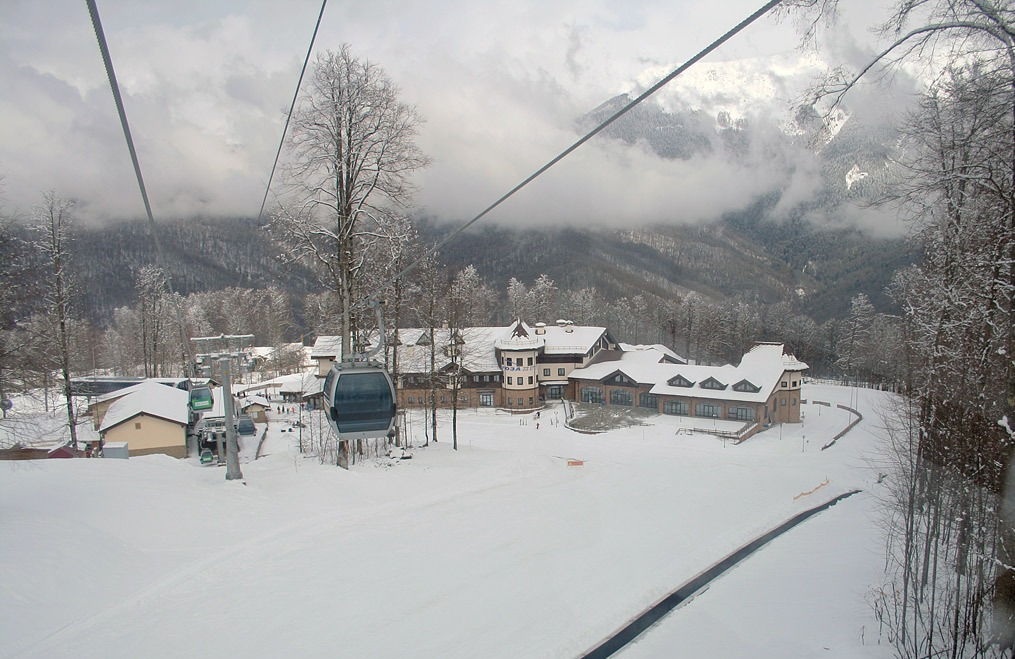
«Заповедный лес» на горнолыжном комплексе «Роза Хутор»

На курорте работают 32 канатных дороги, общая протяжённость горнолыжных трасс составляет 105 км, имеется 14 отелей, а также собственный пляж на черноморском побережье. В зимний сезон 2017/2018 года курорт принял 920 тыс. посетителей. В феврале 2014 года стал местом проведения соревнований XXII зимних Олимпийских игр по горнолыжному спорту, сноуборду и фристайлу.

## Месторасположение

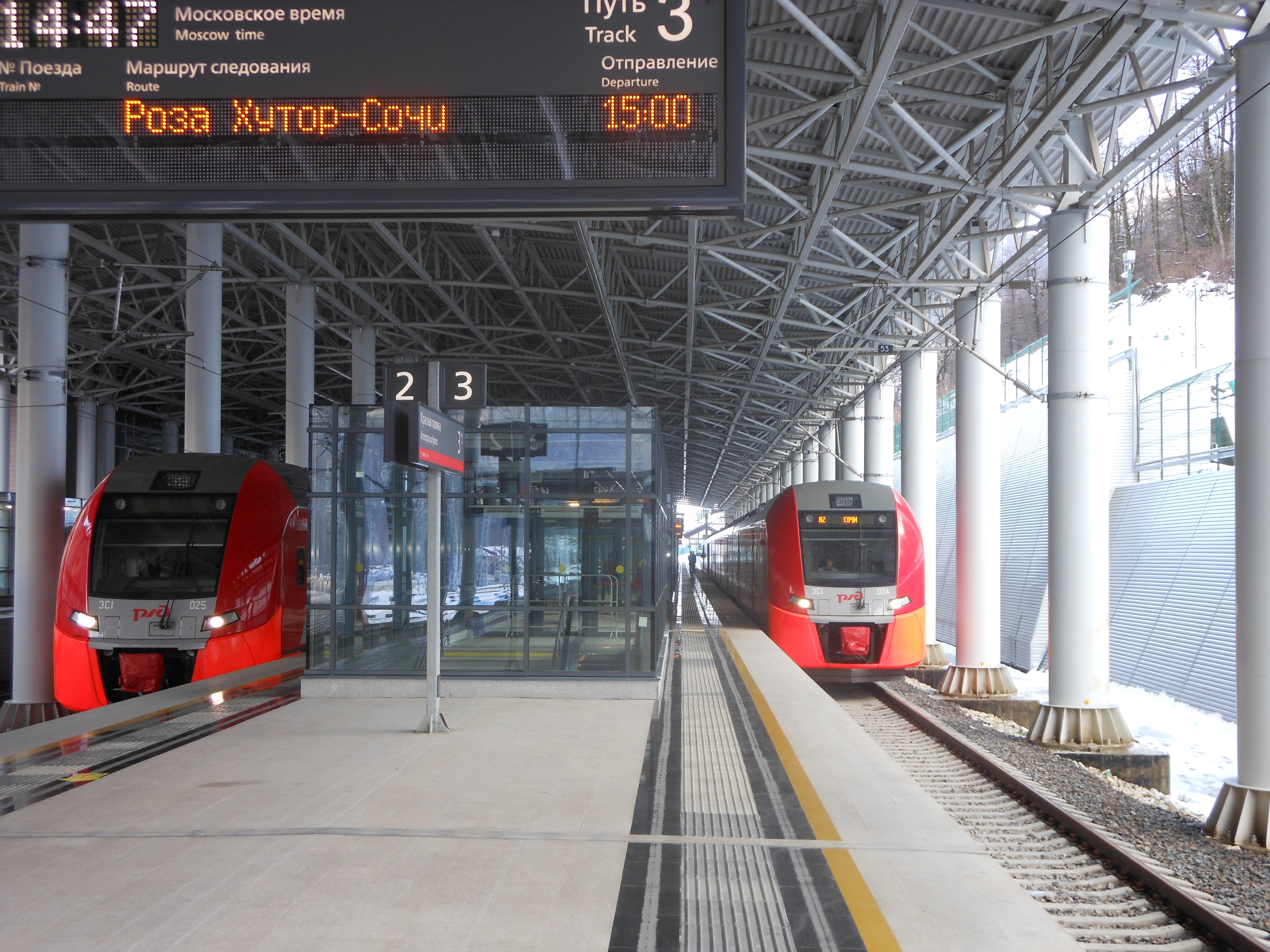
Железнодорожный вокзал «Роза Хутор»

Горнолыжный курорт расположен в 4 км от посёлка Эстосадок, который входит в состав Краснополянского поселкового округа, и находится в 40 км от Адлера, у подножия Главного Кавказского хребта.
От международного аэропорта Адлер до курорта можно добраться по совмещённой автомобильно-железной дороге за 30 минут. Из Сочи курсирует электропоезд «Ласточка».
Территория горнолыжного комплекса «Роза Хутор» охватывает примерно 1820 га северного, северо-восточного и южного склонов хребта Аибга, поднимаясь от реки Мзымта с отметки 575 метров над уровнем моря вверх до вершины горного хребта в районе вершины Каменный Столб до отметки 2509 метров над уровнем моря.

## История проекта

### Развитие горнолыжного комплекса
Строительство курорта началось задолго до принятия решения о проведении Зимней Олимпиады в Сочи. В 2003 году «Интеррос» создал компанию по девелопменту горнолыжного курорта «Роза Хутор» в районе посёлка Эстосадок. В апреле 2013 года стало известно, что ГМК «Норильский никель» вложит $336 млн в горнолыжный курорт и Олимпийскую деревню в обмен на долю в проектах.
В декабре 2010 года были запущены в эксплуатацию 4 подъёмника: «Олимпия» (560м — 1150 м над уровнем моря), «Заповедный Лес» (1150—1340м), «Кавказский экспресс» (1340—2320м), шестикресельный подъёмник «Волчья Скала» (940—1360 м над у.м.). Общая протяжённость горнолыжных трасс составила 38 км, в том числе олимпийских — 9 км. Около 50 гектаров горнолыжных трасс были оборудованы системой искусственного оснежения. В дальнейшем протяжённость олимпийских горнолыжных трасс составила 20 км, а общая длина всех трасс — 102 км.
Общий объём инвестиций в «Розу Хутор» составил 69 млрд рублей, из которых 55,7 млрд — кредитная линия, открытая Внешэкономбанком. Строительство комплекса велось компанией «Интеррос» Владимира Потанина. Первое время управление «Роза Хутором» осуществляла французская Compagnie des Alpes, имеющая опыт управления крупнейшими альпийскими горнолыжными курортами.
При строительстве олимпийских объектов учитывались все требования Международного олимпийского комитета, Международной федерации лыжного спорта (FIS) и спортсменов. В соответствии с «Программой строительства Олимпийских объектов и развития города Сочи как горноклиматического курорта», компания «Роза Хутор» являлась ответственным исполнителем по строительству следующих олимпийских объектов: горнолыжный центр, сноуборд-парк, фристайл-центр, горная олимпийская деревня.
Некоммерческие затраты исключительно под Олимпийские игры составили 16 млрд рублей. Владимир Потанин (владелец ХК «Интеррос») заявил в 2012 году:

«Говорим о шестнадцати миллиардах рублей <затрат на Олимпийские игры> … Мы все обсчитали, дали цифры. Государство признает восемь миллиардов, четыре отвергает и столько же остаётся под вопросом»

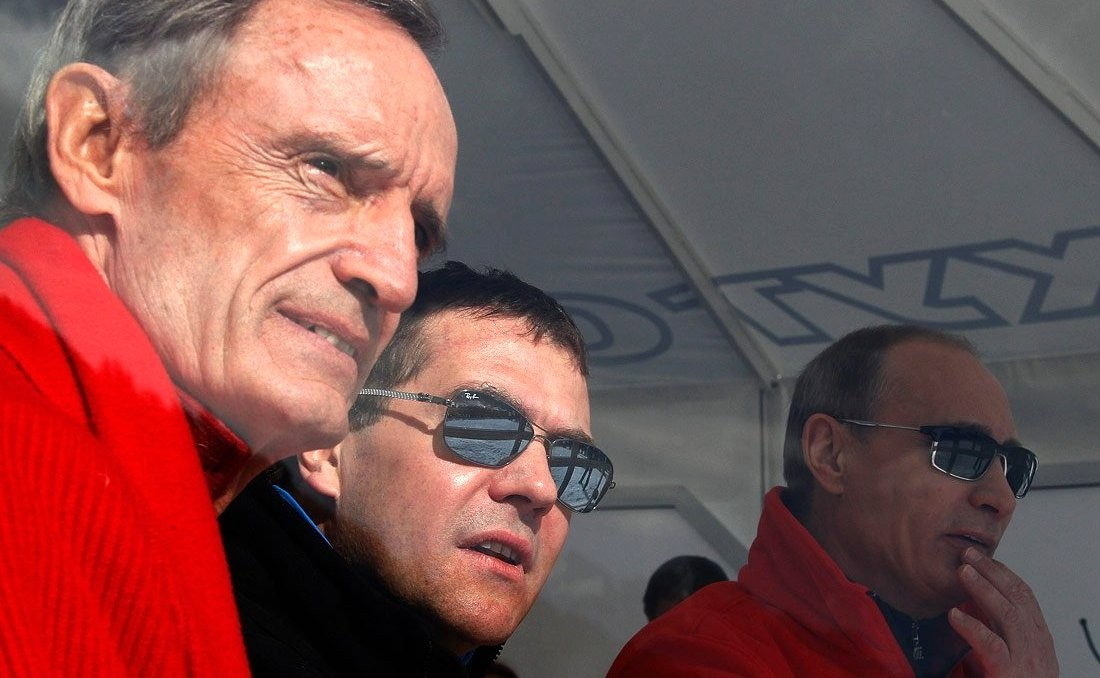
Представитель МОК Жан-Клод Килли, Д. А. Медведев и В. В. Путин наблюдают за выступлением спортсменов-горнолыжников на первых международных тестовых соревнованиях в феврале 2011 года.

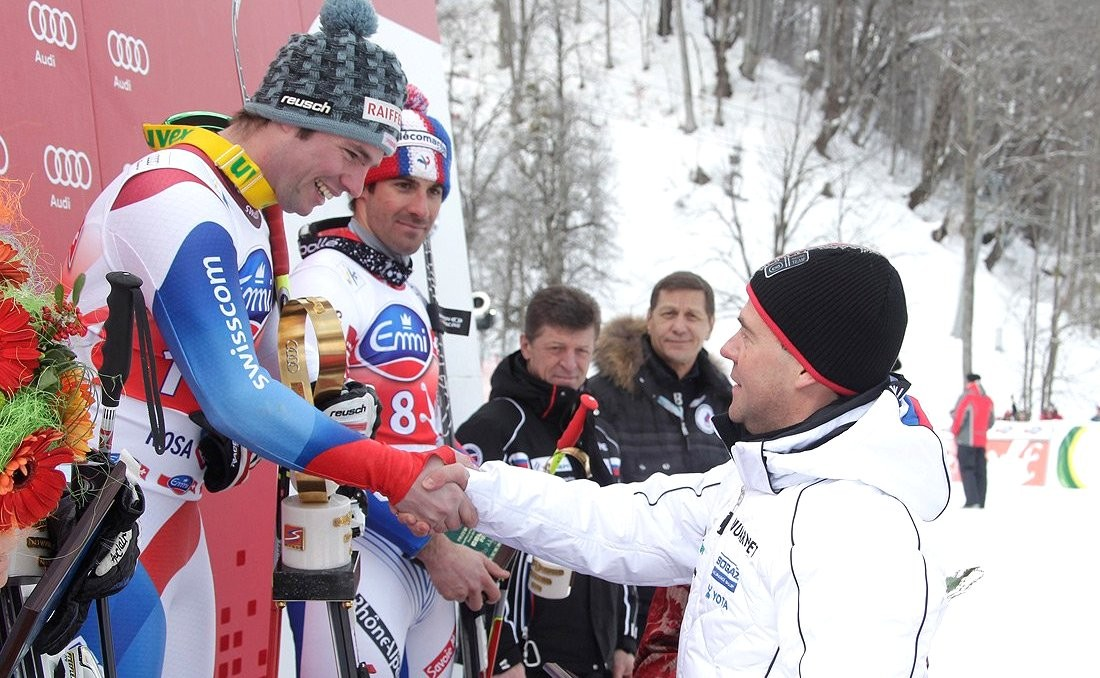
Президент Медведев поздравляет победителя в скоростном спуске этапа Кубка мира Беата Фойца (11 февраля 2012 года).

В ноябре 2015 года СМИ сообщили, что ООО «Роза Хутор» подписало соглашение с Сочинским национальным парком и Росимуществом о сервитуте дополнительного земельного участка в 541 га, в результате этого площадь курорта практически удвоилась. В конце июня 2016 года Государственная дума приняла поправки к закону «Об особо охраняемых природных территориях» (ООПТ), разрешающие создавать на территории всех российских заповедников «биосферные полигоны». Осенью того же года СМИ опубликовали схему с обозначением границ новых курортов «Газпрома» («Лаура») и «Роза Хутор», которые планируется построить на территории Кавказского заповедника, воспользовавшись новым законодательством.
В 2023 году курорты «Амирсой» (Узбекистан), «Роза хутор» (Россия) и «Шымбулак» (Казахстан) объеденились в Евразийский Альянс горных курортов.

### Спортивные события на горнолыжном комплексе «Роза Хутор»
В феврале 2011 года состоялись первые международные соревнования на трассах комплекса «Роза Хутор»: в рамках этапа Кубка Европы мужчины и женщины соревновались в скоростном спуске и супергиганте.
В феврале 2012 года на горнолыжном курорте «Роза Хутор» состоялись впервые в России и на всём постсоветском пространстве соревнования этапа Кубка мира по горнолыжному спорту.
В 2014 году «Роза Хутор» стал одним из ключевых объектов XXII зимних Олимпийских игр и местом проведения соревнований по горнолыжному спорту, сноуборду и фристайлу.
В феврале 2016 года горнолыжный центр «Роза Хутор» стал местом проведения чемпионата мира по горнолыжному спорту среди юниоров.
В сентябре 2016 года прошёл этап Кубока России по скайраннингу «Вертикальный километр».
В феврале 2017 года в горнолыжном центре «Роза Хутор» прошли соревнования Всемирных военных игр.

### Концепция экокурорта

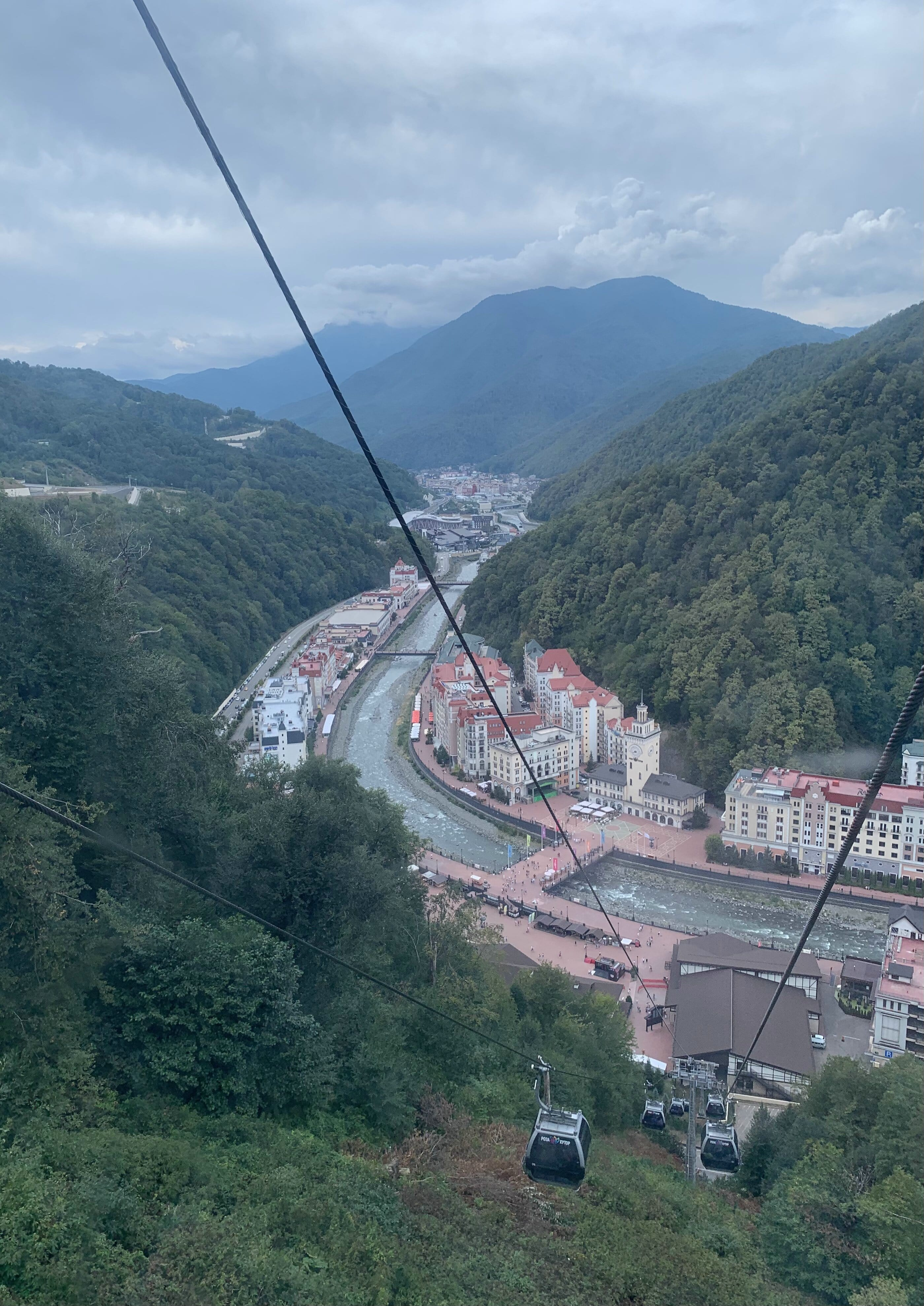
Вид на курорт «Роза Хутор» с канатной дороги

Концепция экокурорта, принятая компанией «Роза Хутор» в сотрудничестве с экологическими организациями, включала в себя соблюдение застройщиками экологических стандартов и нормативов, проведение природоохранных мероприятий на территории Сочинского национального парка, а также поддержку экологического туризма и образовательных проектов в области экологии.
Генеральный директор «Интерроса» Сергей Барбашев характеризовал экологическую политику компании следующим образом:

<Мы решили> «возводить образцовый экокурорт — не только в плане дружественного отношения к окружающей среде, но и для осуществления программ по экотуризму. Места там заповедные — территория Сочинского национального парка (СНП). Поэтому была проведена и в дальнейшем детально учтена тщательная экологическая экспертиза. Мониторинг проводила группа авторитетных экспертов, включая специалистов СНП. Всё строительство шло по „зеленому“ плану. Применялись „точечная“ вырубка деревьев и компенсационная посадка. Наиболее ценная порода для здешних мест — каштаны. Мы посадили 25800 молодых каштанов взамен вырубленных на территории площадью 50 га. Со стройки были пересажены растения, занесённые в Красную книгу России, переселены редкие виды жаб и ящериц. Каждый год мы высаживаем саженцы пихт на высоте 1150 метров над уровнем моря».

Однако в дальнейшем экологические организации резко критиковали планы расширения курортов «Роза Хутор» и «Лаура» (Газпрома) в границах Сочинского заказника.
В феврале 2018 года руководство курорта объявило об усилении экологической составляющей и принятии новой программы устойчивого развития.

## Инфраструктура горного курорта

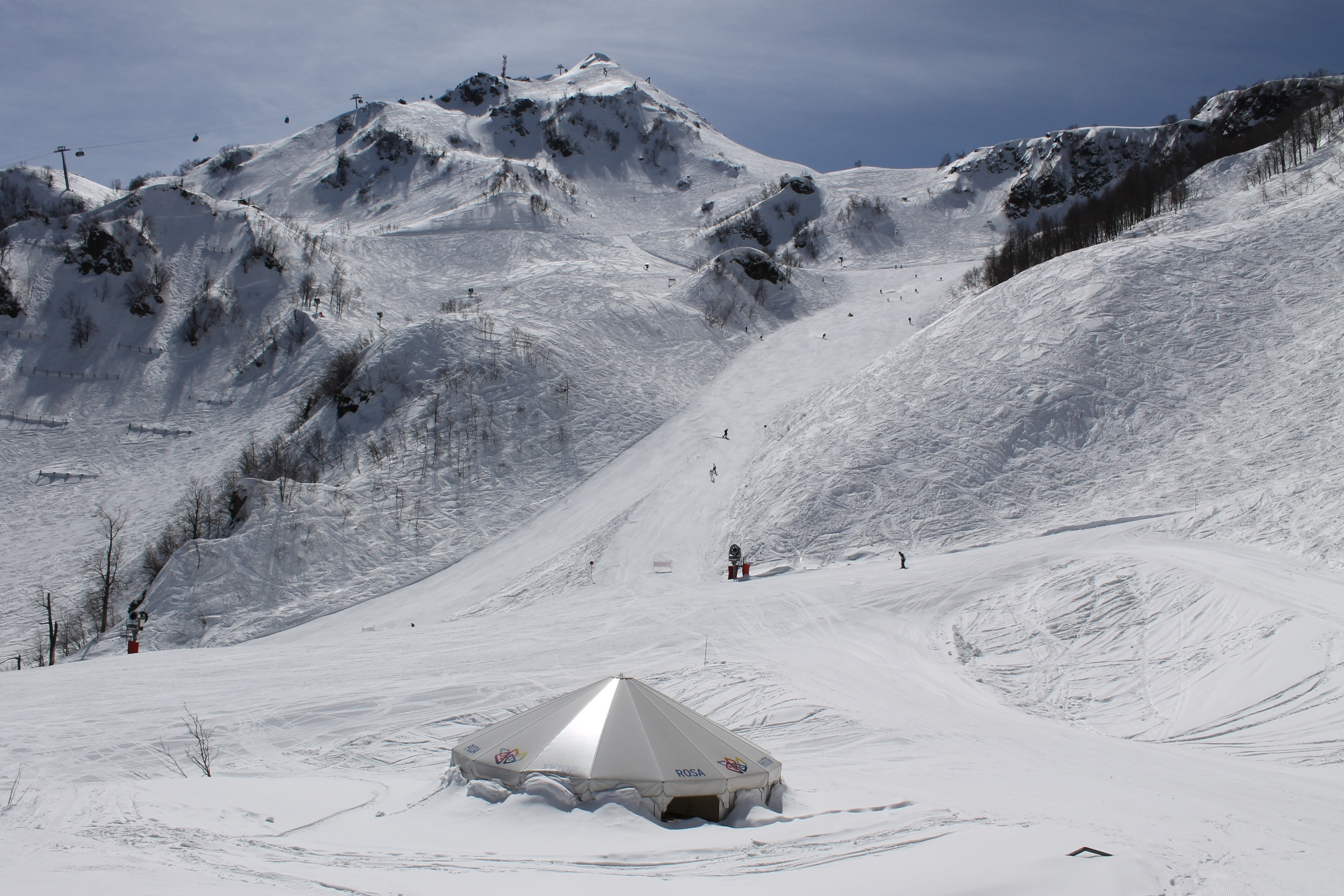
Лыжные трассы комплекса

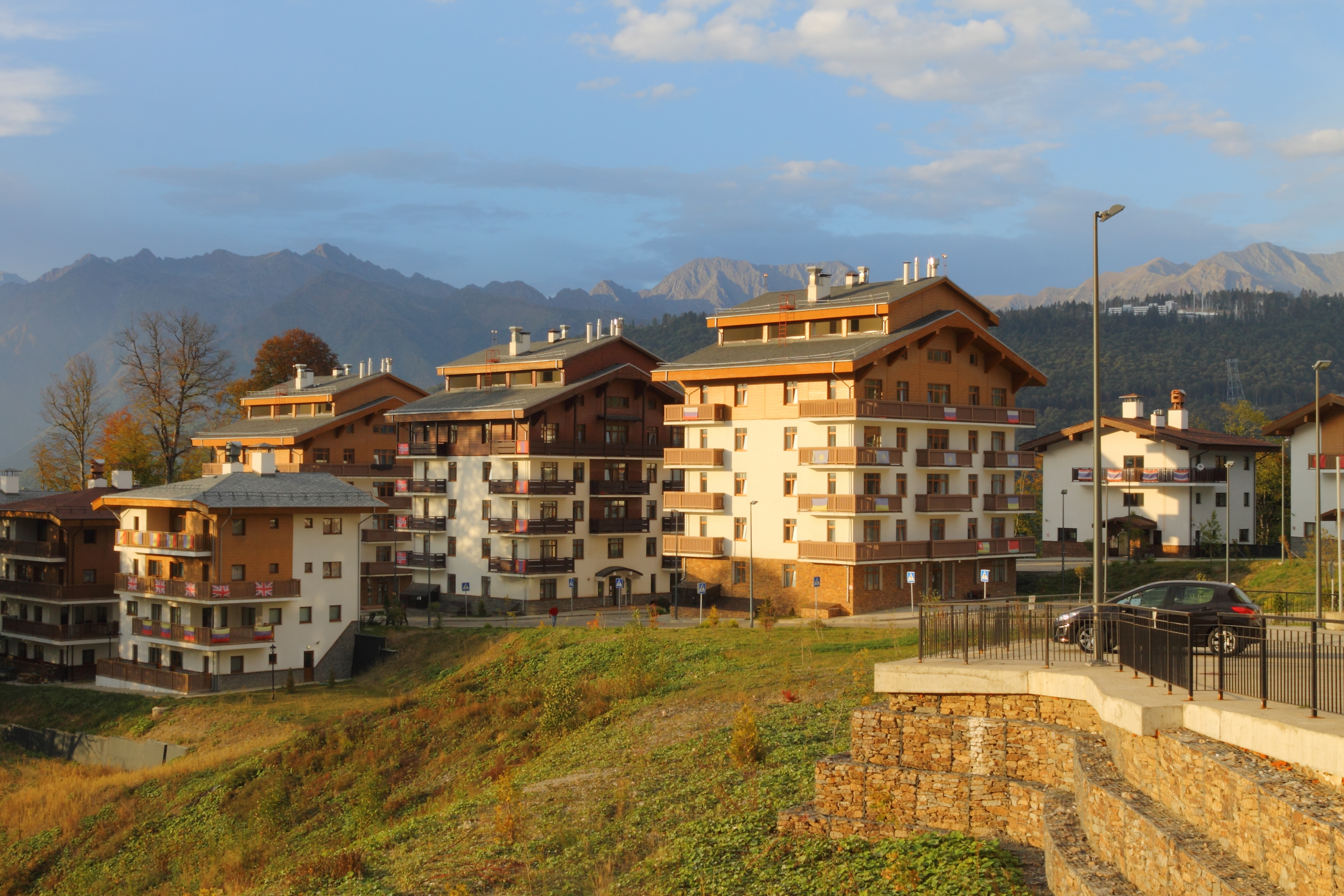
Горная олимпийская деревня (1170 м)

Объекты горнолыжного курорта «Роза Хутор» расположены на склонах хребта Аибга на высотах от 560 метров над уровнем моря («Роза Долина») до 2320—2509 метров («Роза Пик», пик Каменный Столб). Владимир Потанин характеризовал инфраструктуру курорта следующим образом:

«Для проектирования „Розы Хутор“ мы приглашали лучших специалистов мира. <…> Они сказали, что в районе Красной Поляны находятся лучшие из пока незадействованных мест для горнолыжного катания. Ведь за „Розой Хутор“ находится ещё несколько прекрасных для катания долин. И если все будущие центры объединить единой системой подъёмников, то получится не хуже чем в знаменитых Трёх долинах. Может быть, поэтому меня в своё время подвигло сказать, что в Красной Поляне мы построим свой Куршевель»

### Зимний отдых

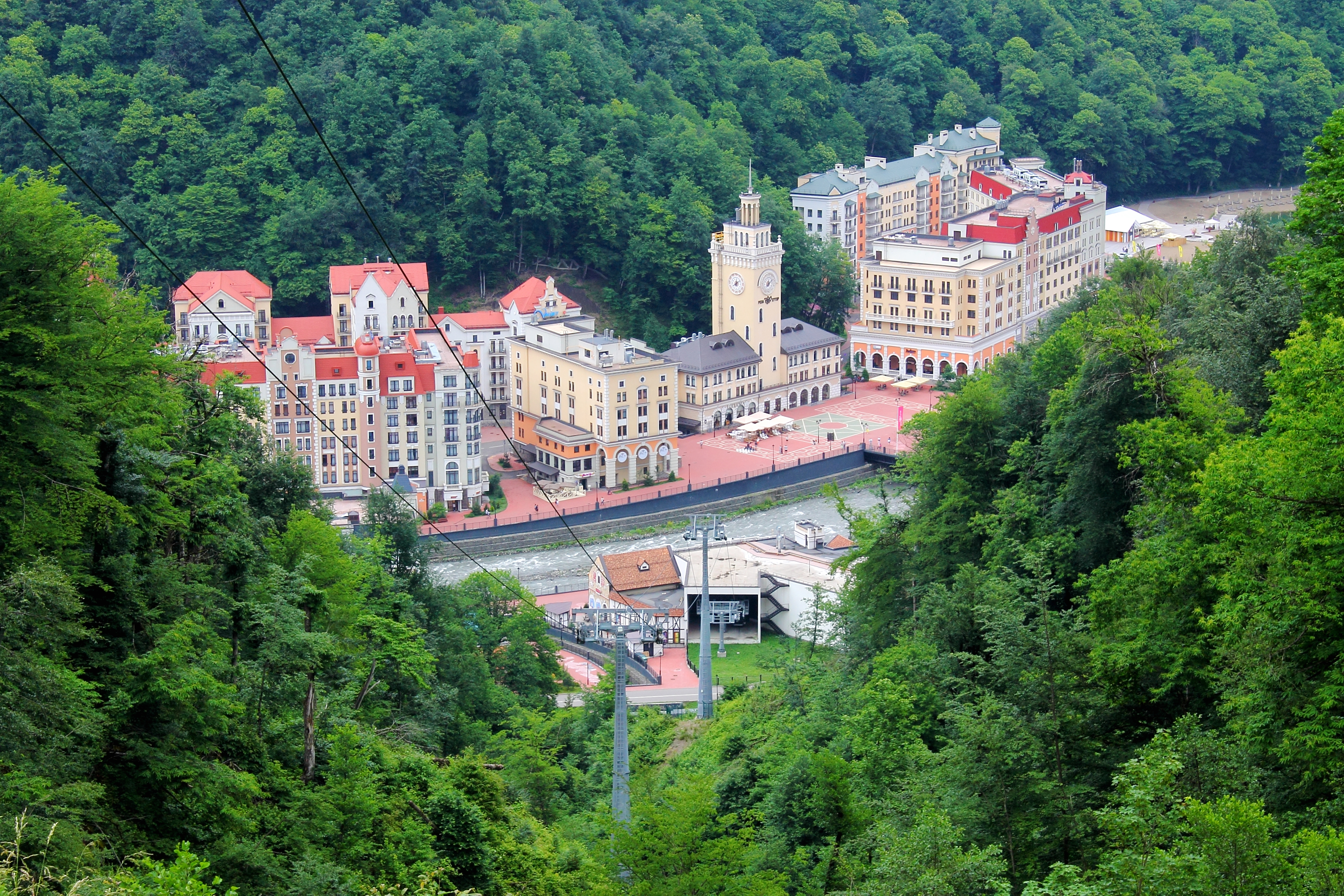
Гостиницы и другие сооружения комплекса на берегах реки Мзымта

Горнолыжная зона комплекса предлагает для катания 102 км трасс различной сложности — от зелёных до чёрных. Перепад высот составляет 1534 м. На курорте работает 28 подъёмников, обеспечивающих пропускную способность в десятки тысяч человек в день. Действующая система искусственного оснежения трасс является крупнейшей в Европе. С помощью системы искусственного оснежения обеспечивается продолжительность лыжного сезона до 180 дней в год, в зависимости от высоты пролегания трасс.
Средняя скорость основных подъёмников — не менее 6 м/сек.
Спортивные горнолыжные трассы расположены на северных склонах хребта Аибга и представляет собой единый объект для проведения соревнований по всем горнолыжным дисциплинам: скоростной спуск, слалом, супер-гигант, слалом-гигант.
Проектированием всех спортивных трасс занимался известный горнолыжник, олимпийский чемпион 1972 года в скоростном спуске, архитектор горнолыжных трасс Международной федерации лыжного спорта (FIS) Бернар Русси. По мнению неоднократного олимпийского чемпиона и чемпиона мира, представителя МОК Жана-Клода Килли трасса скоростного спуска «Роза Хутор» является лучшей в мире. Аналогично оценивает трассы горнолыжного комплекса выдающийся американский горнолыжник Боде Миллер.
На курорте действует крытый ледовый дворец «Роза Хутор» с полноразмерной ледовой ареной и трибунами на 438 мест.

### Летний отдых

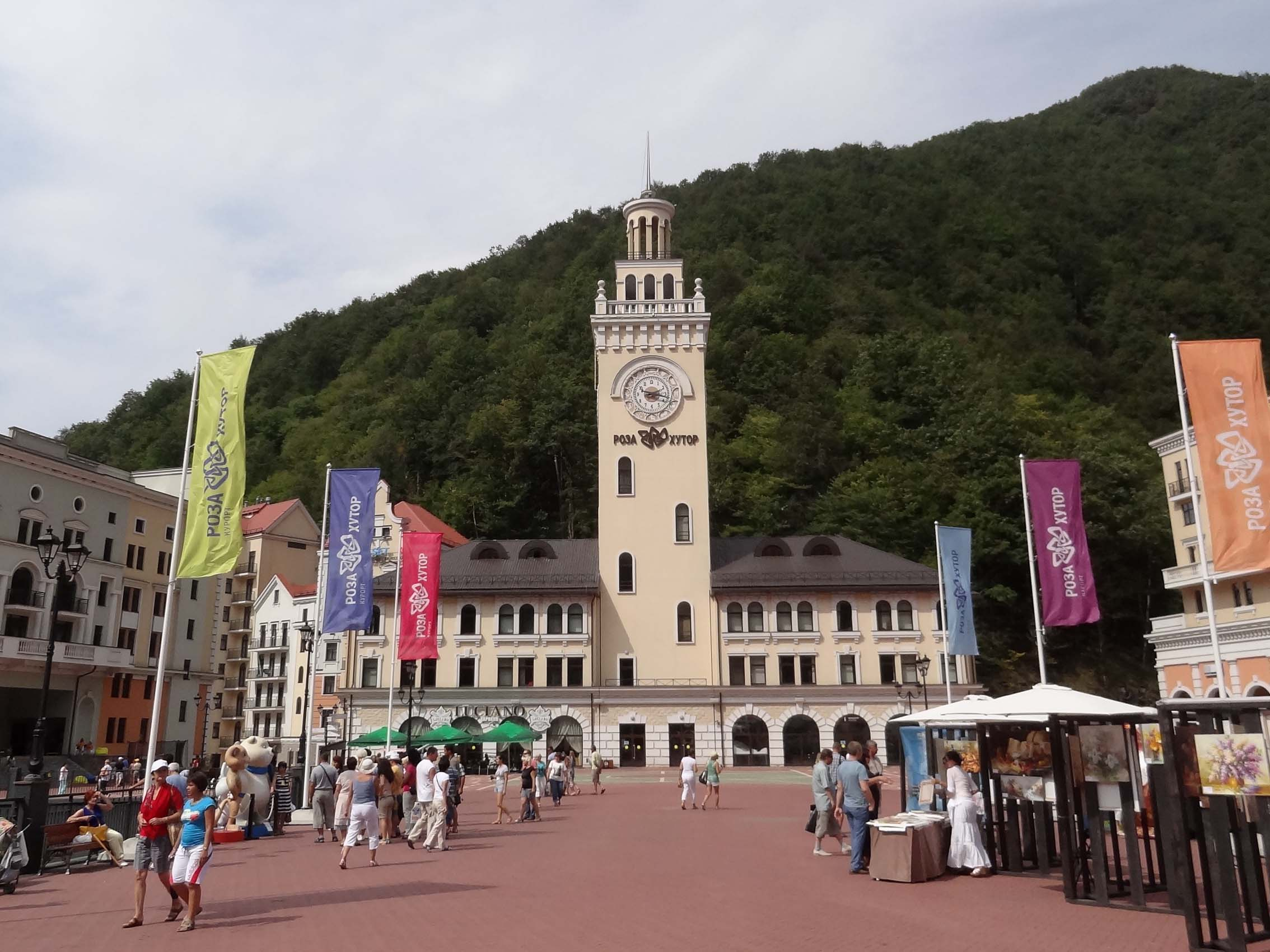
Башня «Ратуши», стилизованная под башню Сочинского железнодорожного вокзала.

Река Мзымта на курорте «Роза Хутор» во время весеннего половодья

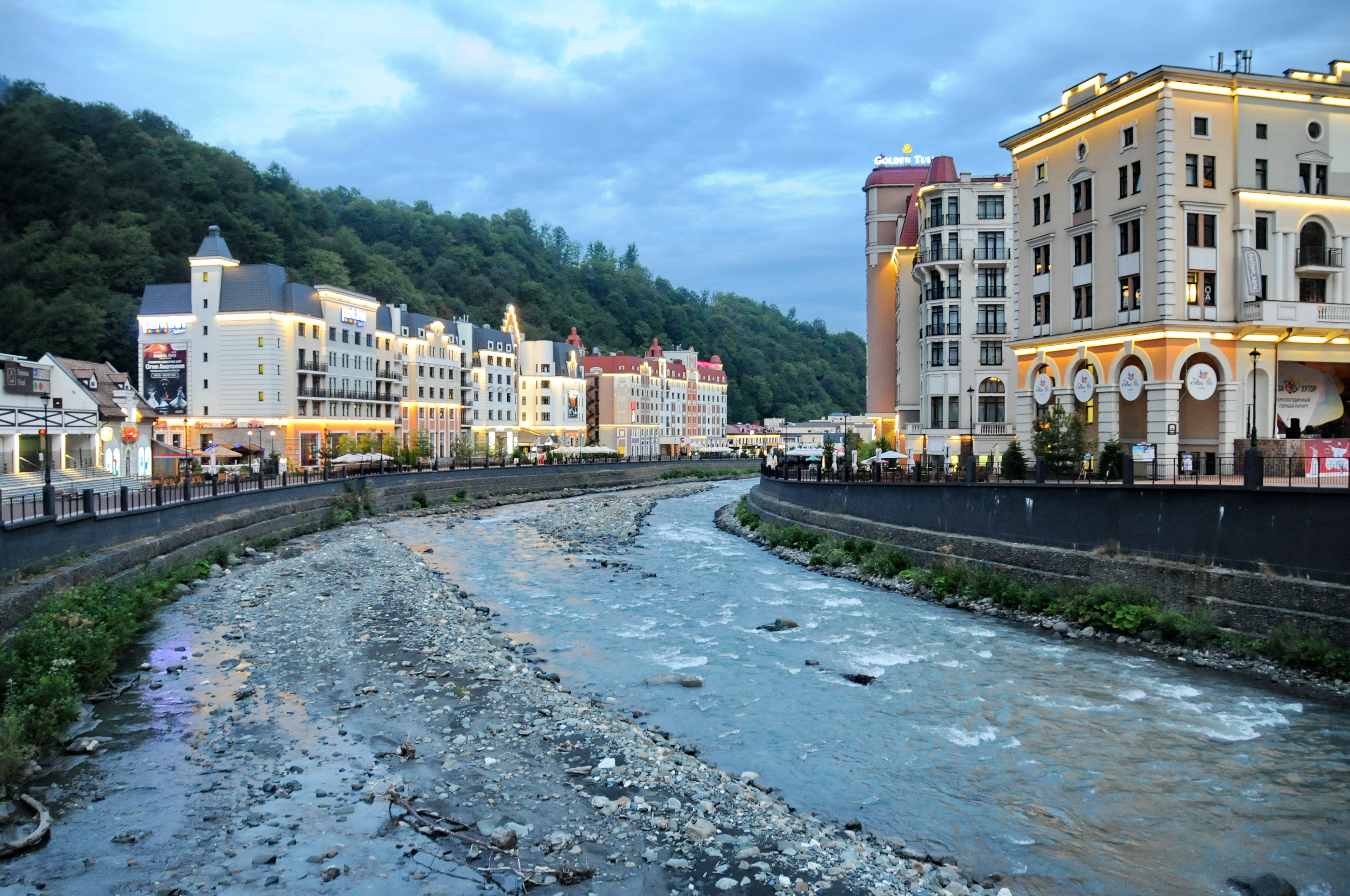
Река Мзымта на курорте «Роза Хутор» на рассвете

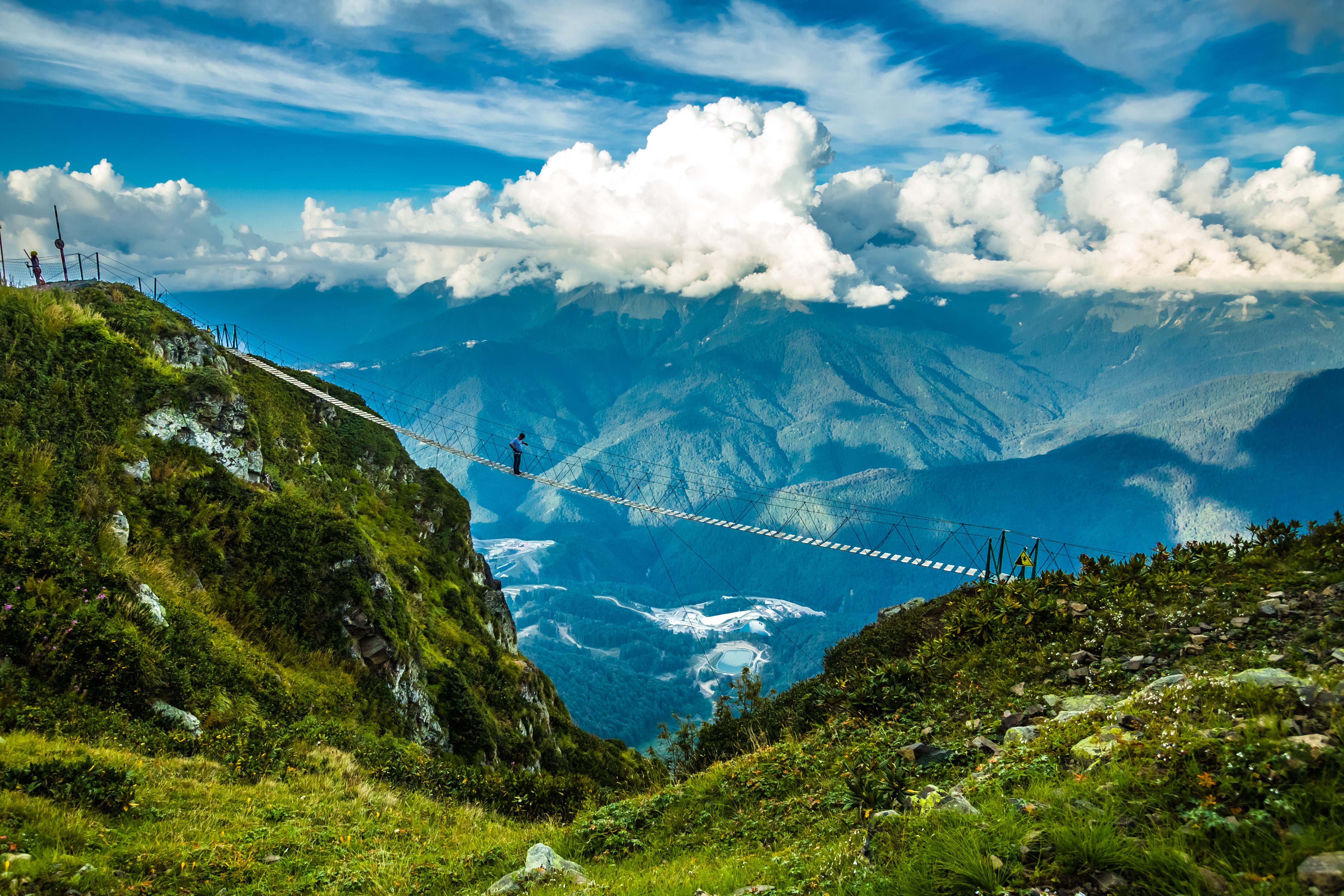
Подвесной мост

Подъёмники работают на курорте в летнее время, обеспечивая горные прогулки (включая подъём на самую высокую обзорную площадку Сочи — вершину Каменный Столб высотой 2509 метров).
В пределах курорта на южном склоне хребта Аибга действует природный парк водопадов «Менделиха».
В «Роза Хутор» имеются экстрим-парки, верёвочный «Йети Парк», автотрек, концертный комплекс «Роза Холл», искусственное горное озеро с пляжем.
Курорт располагает собственным пляжем на побережье Чёрного моря (в Имеретинской долине). Пляжная зона отдыха оборудована шезлонгами, зонтами, раздевалками, душевыми кабинками, туалетами, медпунктом, а также понтоном для прыжков. На пляже имеется надувной аквапарк и станция проката сабсерфов и каяков, собственный дайвинг-центр, массажная зона и пляжный салон красоты, детская комната с нянями, детские городки, прокат велосипедов, веломобилей, самокатов.
Между горной и прибрежной зонами курсируют бесплатные (для гостей курорта) автобусы.
В мае 2018 года пляж курорта «Роза Хутор» был удостоен сертификата качества «голубой флаг».

### Гостиницы
На горнолыжном курорте имеется 14 гостиниц.
Шесть отелей расположены на берегу реки Мзымта в нижней части подъёмников. Ещё восемь отелей (во время XXII Зимних олимпийских игр выполняли функцию Горной олимпийской деревни) открыты в верхней части на высоте 1150 м. Подписаны соглашения по управлению гостиницами с известными компаниями: Radisson (два отеля — Park Inn и Radisson SAS), Golden Tulip (два отеля — Golden Tulip Rosa Khutor и Tulip Inn Rosa Khutor), Accor (отель под маркой Mercure) и российской сетью Азимут (отель Аzimut Freestyle Rosa Khutor).

### Остальная инфраструктура

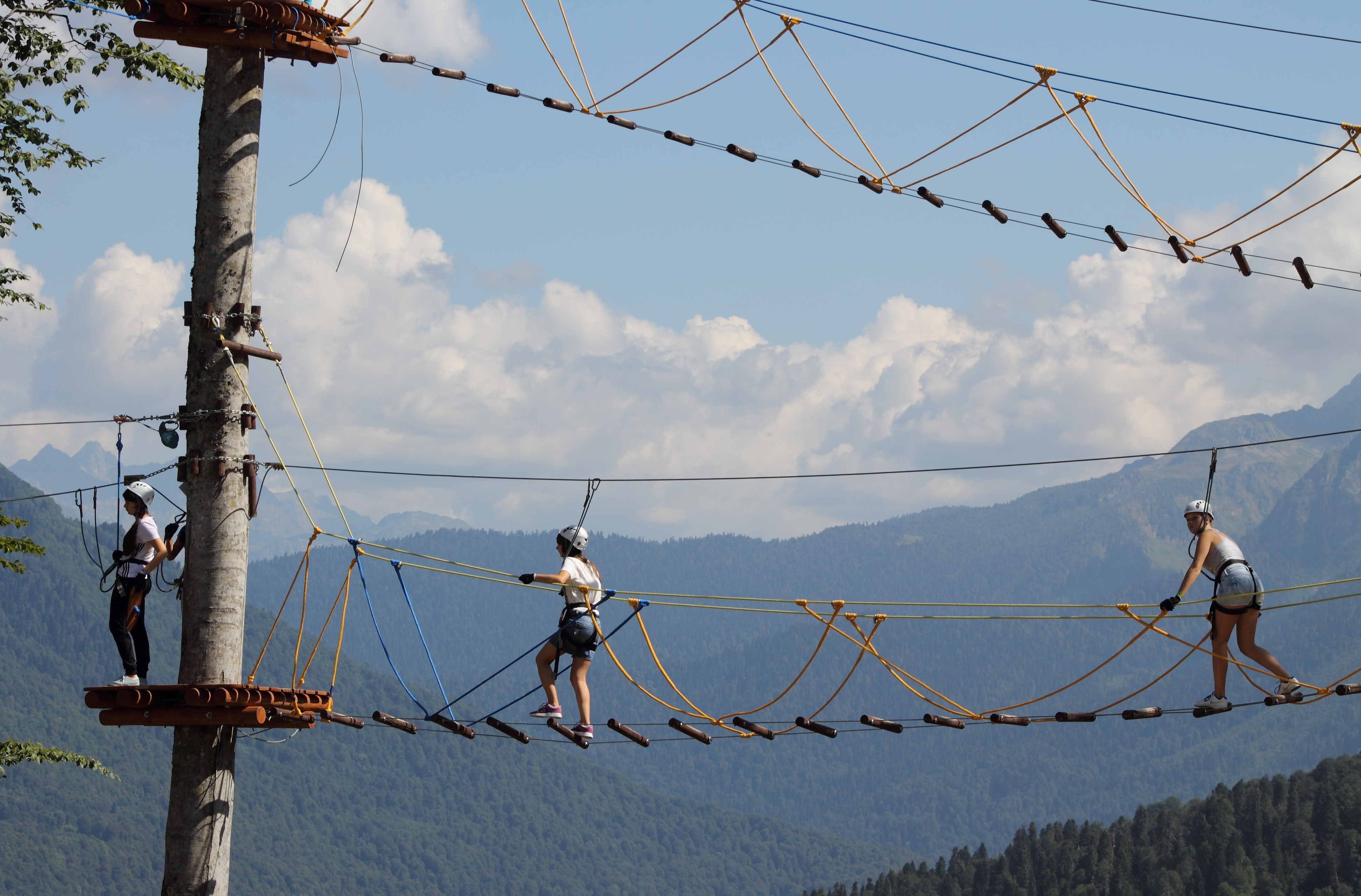
Панда-парк

На нижних отметках курорта, откуда начинаются канатные дороги, расположены:
- пункты проката снаряжения (лыжное и для катания на сноуборде, велосипеды, сигвэи и др.);
- камеры хранения;
- инструкторская служба;
- детские горнолыжные школы;
- многоэтажные автостоянки;
- предприятия общественного питания: на нижней базе Макдональдс, многочисленные рестораны;
- каток на искусственном льду;
- различные магазины;
- открытый водоём для купания и оборудованная пляжная зона Rosa Beach (в летнее время);
- тюбинговая трасса;
- детские площадки.

На отметке 1170 м расположены:
- отели различного уровня категорийности (во время Олимпиады — Горная олимпийская деревня), в которых во время проведения Олимпиады жили представители стран-участниц соревнований по горным лыжам, сноуборду, фристайлу;
- предприятия общественного питания;
- пункты проката;
- инструкторские службы;
- учебные склоны;
- автостоянки.

На верхних отметках курорта (от 1170 м и выше) расположены:
- трассы различной сложности для катания на лыжах и сноуборде;
- многочисленные подъёмники и система искусственного оснежения;
- пункты общественного питания, в том числе ресторан «Высота 2320» на верхней станции канатной дороги Кавказский экспресс;
- пешеходные тропы различной трудности;
- верёвочный парк развлечений и троллеи;
- лавинная и спасательная службы;
- противолавинная система Gazex.

### Награды
В 2017 году «Роза Хутор» получил премию «Золотой Прометей» (номинация «Бренд года»).
С 2013 года «Роза Хутор» ежегодно признается лучшим горнолыжным курортом России по версии международной премии World Ski Awards. В 2020 году курорт удостоился награды Russia's Best Ski Resort восьмой раз подряд.
В сентябре 2020 на форуме «Спорт. Туризм. Бизнес» состоялась торжественная церемония награждения премией Ski Business Awards 2020: «Роза Хутор» во второй раз был отмечен как «Самый посещаемый курорт России».